# The Open House
Ne doit pas être confondu avec Open House.
Pour plus de détails, voir Fiche technique et Distribution.
The Open House (litt. « portes ouvertes ») ou Visite libre au Québec est un film américain réalisé par Matt Angel et Suzanne Coote, sorti en 2018.

## Synopsis
Ayant quitté leur maison du quartier, le jeune adolescent Logan, traumatisé par la mort accidentelle de son père lors des provisions en pleine soirée, et sa mère Naomi, à court d’argent, arrivent au lever du jour après avoir roulé toute la nuit, dans une gigantesque maison de vacances appartenant à la famille, celle de la sœur maternelle. Le lendemain matin, dimanche, c’est la journée des portes ouvertes, ce qui les oblige à sortir en ville. Au retour, des bruits inquiétants apparaissent depuis le sous-sol et qui recommencent toutes les nuits : ils ont l’impression de ne pas être les seuls à y habiter…

## Fiche technique
Sauf indication contraire, les informations mentionnées dans cette section peuvent être confirmées par la base de données cinématographiques IMDb,  présente dans la section « Liens externes ».
- Titre original : The Open House
- Titre québécois : Visite libre
- Réalisation et scénario : Matt Angel et Suzanne Coote
- Musique : Joseph Shirley
- Direction artistique : Carolina Inoue
- Costumes : Minnie Garcia
- Photographie : Filip Vandewal
- Montage : Bradley McLaughlin
- Production : Dan Angel, Matt Angel, Suzanne Coote et Julia Huffman
- Société de production : n/a
- Société de distribution : Netflix
- Pays de production :  États-Unis
- Langue originale : anglais
- Format : couleur
- Genre : thriller, horreur, fantastique
- Durée : 94 minutes
- Date de sortie mondiale : 19 janvier 2018 sur Netflix

## Distribution
- Dylan Minnette (VF : Gauthier Battoue) : Logan Wallace
- Piercey Dalton (VFB : Marie Van R) : Naomi Wallace, la mère de Logan
- Sharif Atkins (VFB : Pierre Lognay) : Chris, l’employé du magasin
- Patricia Bethune (VFB : Myriam Thyrion) : Martha, la voisine
- Aaron Abrams (VFB : Michelangelo Marchese) : Brian Wallace, le père de Logan
- Kathryn Beckwith (VFB : Rosalia Cuevas) : Joannie McAllister, l'agent immobilier
- Ethan Cushing : Tommy
- Katie Walder (VFB : Nathalie Hugo) : Allison
- Edward Olson : l'homme vêtu en noir
- Leigh Parker (VFB : Gauthier de Fauconval) : Ed
- Matt Angel : le policier
- Suzanne Coote : la serveuse
- Paul Rae (VFB : Pierre Bodson) : le plombier

Voix additionnelles :  Franck Dacquin, Micheline Tziamalis, Maxime Donnay, Marie Braam
- Version française
  - Studio de doublage : ECLAIR 
  - Direction artistique : Aurélien Ringelheim
  - Adaptation : Hélène Grisvard

Source : carton de doublage sur Netflix

## Production
Le tournage a lieu à Big Bear Lake, en Californie (États-Unis).

## Accueil

### Critique
L'accueil des abonnés français de Netflix a été négatif, le film se voyant décerner une très grande majorité de 1 et 2 étoiles à cause d'une fin très mal conçue. Les commentaires ont critiqué unanimement l'incapacité des auteurs du script pour lui donner une fin en accord avec le bon début de l'intrigue[réf. nécessaire].